# 탯줄

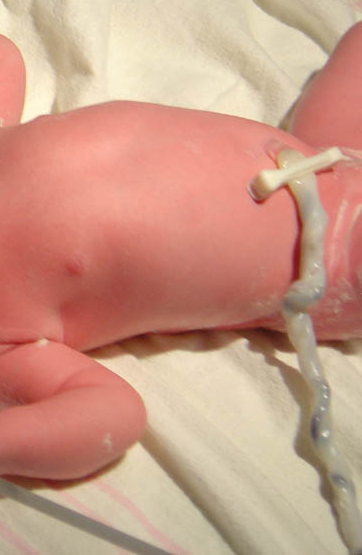
생후 3분이 지난 신생아의 탯줄. (의료용 조이개를 집어 놓았다.)

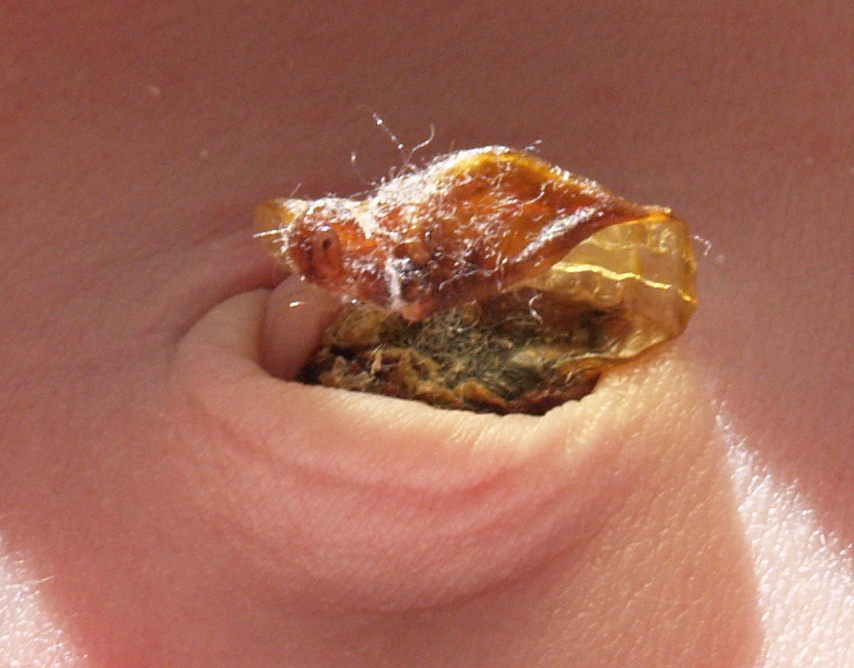
생후 7일 된 신생아의 탯줄이 떨어진 배꼽이다.

탯줄은 배(胚)나 인간의 경우 태아가 태반에서 성장할 수 있도록 모체와 배를 연결해주는 줄로서, 유태반 포유류에만 존재한다. 일반적으로 와튼 젤리로 둘러싸인 3개의 혈관, 즉, 2개의 배꼽 동맥과 1개의 배꼽 정맥으로 구성된다. 이 혈관은 배와 태반 사이를 순환하면서 영양분과 산소를 공급한다. 가끔씩 탯줄에 2개 혈관만 존재할 경우 태아가 기형일 수 있지만, 반드시 그런 것은 아니다.
출산된 직후 탯줄이 바깥 온도에 노출되면 젤라틴 와튼 젤리 물질은 생리적인 변화를 겪게 된다. 이 변화는 이전의 조직경계가 붕괴되어 탯줄이 자연적인 집게효과를 발생시킨다. 집게 효과는 태반혈액이 신생아에게 되돌아가는 것을 막아서, 탯줄의 맥박이 멈추도록 한다. 인간의 경우 일반적으로 이러한 현상은 아이가 태어나고 5분 이내에 발생된다. 만약 신생아의 탯줄이 따뜻한 물(출산 목욕 등)에 담겨지면, 탯줄에서는 추가로 15~20분 정도 맥박이 지속된다. 일반적인 출산 관습은 부모나 부양자가 질문하는 일상적인 관습으로, 신생사의 출산 후 1분 이내에 인공집게를 하도록 전해진다.

## 개괄
탯줄은 난황낭과 요막으로부터 형성된다. (따라서 난황낭과 요막의 잔여물을 포함하며, 수정란에서 태아로 발생하는 과정 중에 분화된 것이다.) 탯줄은 태아가 5주될 때 형성되며, 태아의 영양분 공급으로 난황낭을 대체하게 된다. 사람의 경우에, 일반적으로 산월의 신생아 탯줄은 길이가 약 50 센티미터 (19.7인치)이고 지름이 약 2센티미터 (0.75인치)이다. 출산되면 탯줄의 지름은 급속하게 감소한다.
출산의 3번째 과정에서, 아이가 태어난지 10~45분 이내에, 자궁은 자연적으로 엄마의 몸에서 탯줄과 같이 신생아의 태반을 배출한다. 그렇지만, 일반적으로 탯줄은 출산중이나 출산후 몇 분 이내에 집게작용을 하고 곧바로 단절된다. "출산의 활발한 진행"의 반복은 점점 태반 혈액이 출혈하여 신생아와 산모에게 스트레스를 유발하는 물의를 일으킬 것이다.
탯줄에 집게를 하지 않고 배꼽 분리를 지연함으로써 발생된 건강 효과는 다양한 의학논문에서 관심을 받고있다.
요즘의 탯줄 집게는 칼과 집게가 결합된 형태이다. 이 집게는 막 출산된 아기의 탯줄을 집어서 자르는 것이 가능할 정도로 안전하고 빠르다. (서양의 출산 의식으로) 탯줄을 집어서 자른 후에 플라스틱 집게를 탯줄의 나머지 부분이 말라서 충분히 막힐 때까지 신생아의 배꼽 근처에 물린다. 남아있는 탯줄의 뿌리는 2~3주까지 유지되며, 그 후에 말라서 떨어진다. 또한 로터스 출산이라고 절단하지 않는 방식에서, 탯줄은 신생아의 옆에 그대로 쌓아두고, 완전히 그대로인 탯줄은 힘줄처럼 마르게 되며, 결국에 떨어진다.

## 형성과 성분
탯줄은 일반적인 피부와 연결조직이 아닌 와튼 젤리로 구성되며, 신경조직이 없기 때문에 잘라도 고통을 느끼지 않는다. 하지만, 두꺼운 힘줄처럼 매우 질기기 때문에 자르기 위해서 날카로운 도구가 필요하다. 탯줄의 집게효과는 (출생후 5~20분 이내) 탯줄의 맥박이 멈춘 후에 발생한다. 일반적으로 탯줄을 자르는 동안에 신생아나 엄마의 피는 탯줄을 통하여 심하게 출혈되지 않는다. 탯줄은 (산모가 태아에게) 산소와 영양분 혈액을 공급하는 1개 정맥과 (신생아가 산모에게) 이산화탄소와 노폐물 혈액을 방출하는 2개 동맥으로 구성된다.

### 역사적인 기록
| “ | 아기에게 매우 해로운 것은 곧바로 탯줄을 자르려는 것이다. 탯줄은 아기가 반복적으로 호흡을 하고 탯줄의 맥박이 멈출 때까지 항상 남겨둬야 한다. 그렇지 않을 경우에, 아기는 충분한 시간이 지난 후에 탯줄을 자른 아기보다 무척 약해진다. 탯줄을 빨리 자른 아기는 충분히 공급되어야 하는, 혈액의 상당량이 태반에 남아있게 된다. | ” |
|   | — 에라스머스 다윈, 주노미아, 1801년 |   |

### 제대혈

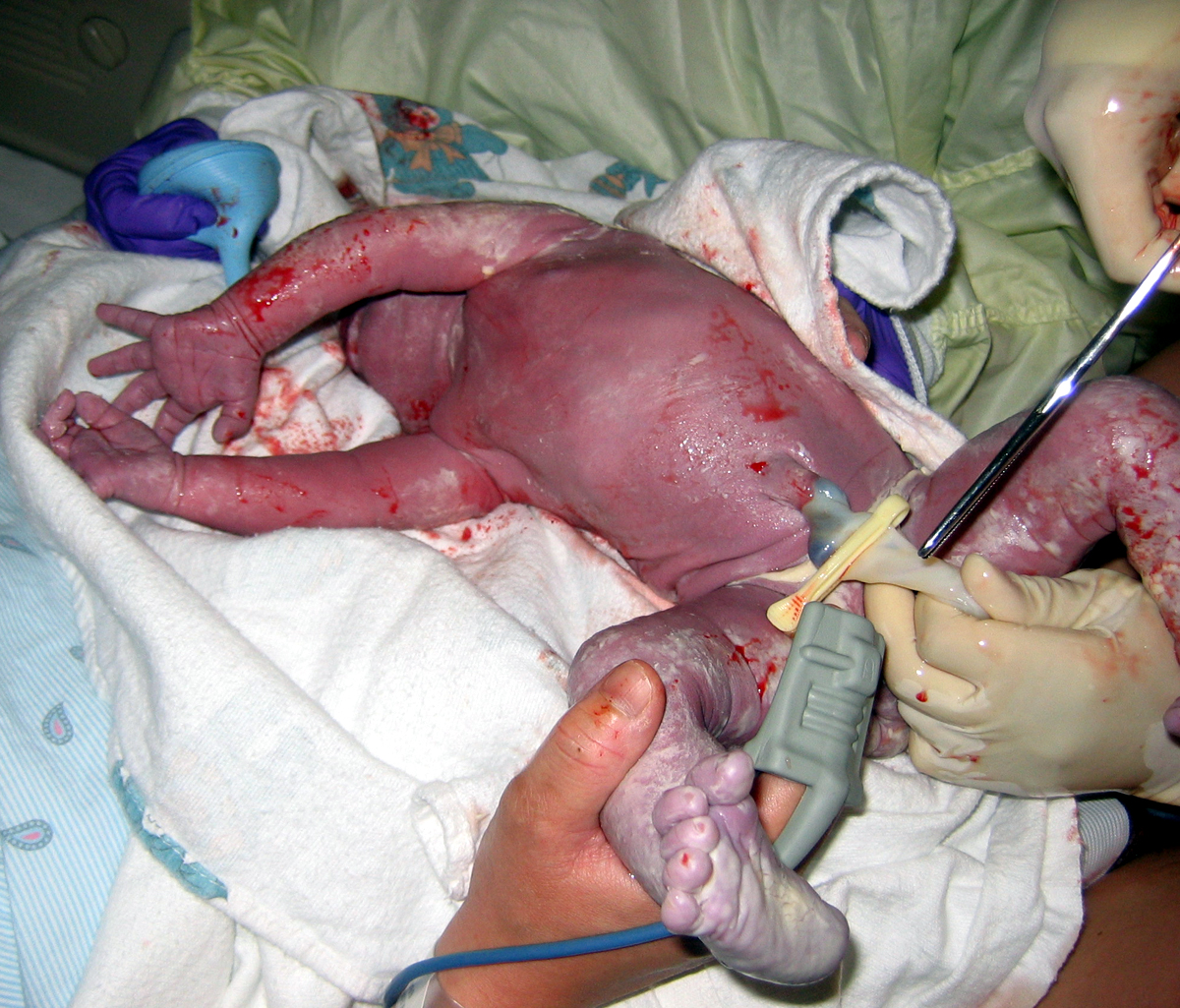
태어난 지 45초 된 신생아. 탯줄은 차단되었고 제대혈은 조난신호를 보여주는, 태아의 순환계로 되돌아갈 수 없다.

탯줄을 출산한 후 5분 동안에 차단되지 않고 그대로 두면, 신생아는 엄마의 다양한 항체, 중요한 줄기 세포, 호르몬, 비타민 K를 물려받을 수 있다. 그리고 신생아는 전체 혈액량의 1/3에서 1/2에 해당하는 피를 공급받을 수 있다.
혈액 은행의 채취를 통한 혈액량의 손실은 유아에게 엄청난 출혈을 발생시킨 상태와 동일할 수 있다. 제대혈은 신생아의 적응력을 향상시키는 세포 분열 줄기 세포 (예시로 CD34-양성과 CD38-음성)에 가장 기본이 되는 혈액이다. 제대혈 뱅크는 제대혈을 채취하는 사업을 하고 나스닥에 상장된 기업이다. 이 기업은 오랜 기간 동안 제대혈 뱅크에서 냉동보관하기 위하여 매우 빨리 탯줄을 차단하고 자르는 것을 권장하였다. 만약에 유아가 희귀병에 걸렸을 경우에 제대혈 줄기 세포가 필요할 것이다. (예시로, 백혈병을 치료할 때 손상된 골수를 제대혈 줄기 세포로 교환할 수 있음) 이런 시행은 논쟁의 여지가 있다: 영국 왕립대학의 산부의와 산부학자 (Royal College of Obstetricians and Gynaecologists, Great Britain)는 2006년에 "적은 위험으로 상업적인 제대혈 수집과 줄기 세포를 보관을 추천하기에 증거가 불충분하다"라고 의견을 진술했다. 아기 건강 변호사는 임신한 부모에게 혼란을 일으키는 혈액 은행의 공격적인 판매 캠페인을 비난했고, 태어나고 곧바로 탯줄을 차단하는 것은 실제로 어린이가 질병에 걸릴 가능성을 증가시킬 것이라고 주장했다.
제대혈 뱅킹의 이익을 위해서 제대혈 채취(cord blood collection, CBC)로 얻는 혈액의 평균량은 80밀리리터에서 180밀리리터이다. '뱅킹' 대제혈은 신생아에게 중요한 시간일 때 상당량의 혈액 (평균 100밀리미터)을 얻기 위해 매우 빠른시기에 탯줄을 차단하여, 즉시 얻어진다. 탯줄 차단으로 신생아로부터 얻어지는 혈액량은 9파운드의 신생아가 10온스(300밀리리터)의 혈액만 형성되는 사실을 이해할 수 있다. 그러므로 180밀리리터 혈액은 실제로 아기의 몸에 공급되는 혈액의 반보다 많은 양이고 아이에게 공급되는 혈액의 반을 채취하는 것은 막대한 혈액 손실로 아기나 엄마가 약해질 것이다.
CBE같은 기계를 사용한 제대혈 뱅킹 사업 시장은 배아줄기세포와 관련된 도덕적인 문제를 해결할 것이다. 그러나, 제대혈 채취 자체는 또다른 도덕적인 문제를 발생시킨다. (ESC)
제대혈 뱅킹에 관한 미국 소아과 학회 2007년 정책준칙은 다음과 같이 언급됐다:
"내과의사는 신생아나 가족이 제대혈에 포함된 줄기세포를 사용함으로써 미래의 희귀병을 치료할 수 있게 된다는 개인 제대혈 뱅크의 입증되지 않은 주장에 주의해야 한다;"
"제대혈 채취는 복잡한 방식으로 수행되어서는 안 된다. 제대혈 줄기세포-채취 프로그램은 일상적인 관습인 탯줄 차단의 기간이 지난 후에 하면 안 된다;"
""생물 보험"처럼 제대혈의 개인 보관은 권장되지 않고, 제대혈 뱅크는 세포 치료의 허가  협회 (Foundation for the Accreditation of Cellular Therapy, FACT), 미국 식품의약국 (US Food and Drug Administration, FDA), 연방 무역위원회 (Federal Trade Commission, FTC)와 비슷한 국가기관으로부터 상세한 국가 인증 규범을 동반해야 한다."

## 문제점
기형은 탯줄에 다양한 영향을 미칠 수 있다. 이것은 엄마와 아이에게 다음과 같은 문제를 끼칠 수 있다:

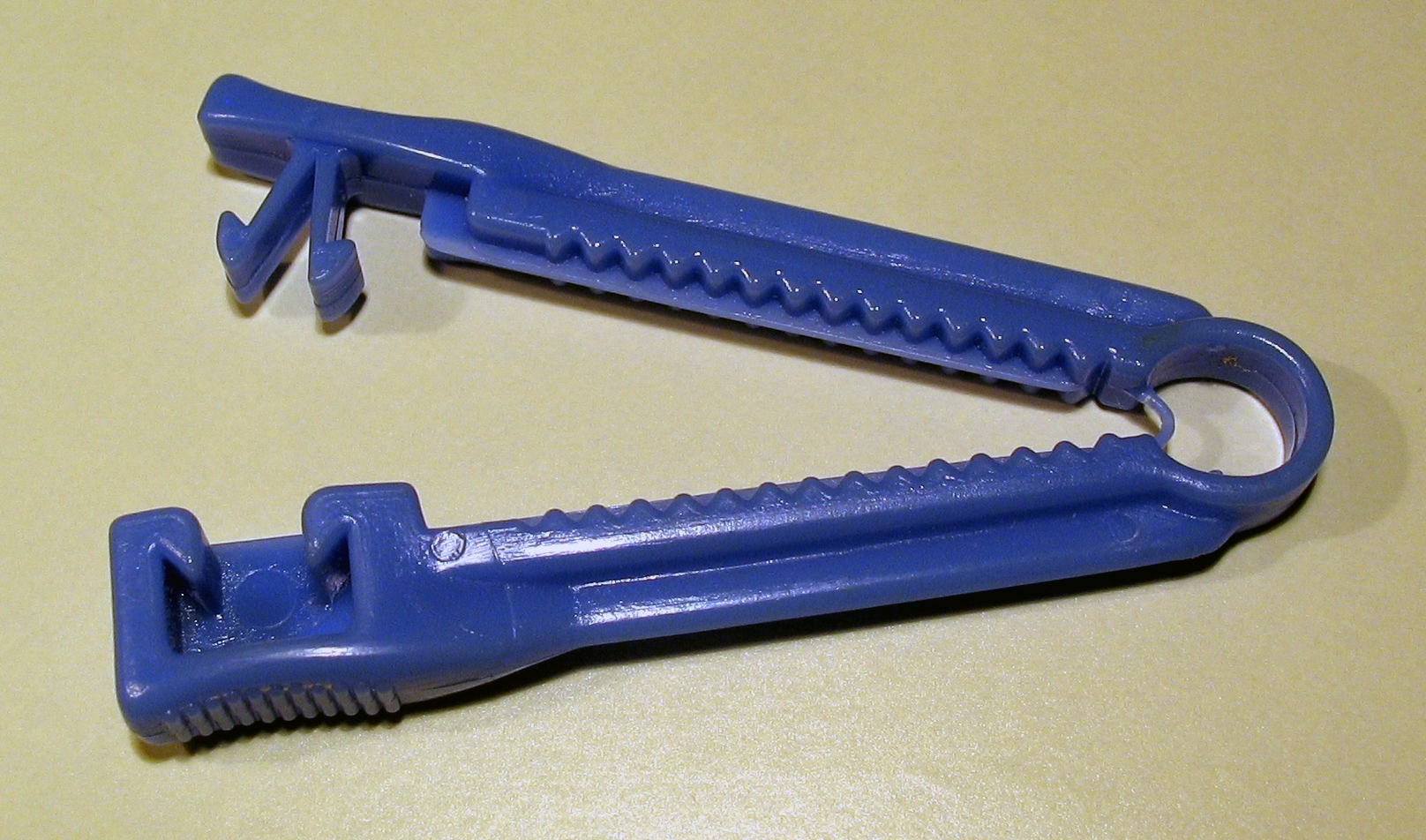
탯줄 집게

- 탯줄 목감음
- 탯줄 탈출증
- 전치태반

## 동물
다른 포유류에서, 일반적으로 동물의 어미는 탯줄을 먹음으로써 새끼의 태반을 분리시킬 것이다. 어미가 탯줄을 먹는것은 자신을 양분을 보충하고, 청소동물이나 포식동물을 유인하는 조직을 감소시킨다. 침팬지속에서, 어미는 탯줄의 분리에 주의를 기울이지 않는다. 탯줄이 말라서 비틀어질 때까지 (탯줄과 태반등이) 연결된체로 새끼를 양육한다. 만약 말라서 끊어지면, 어미는 청소동물이 먹도록 탯줄과 태반을 숲속 바닥에 버린다. 이것은 1974년에 와일드의 동물학자에 의하여 처음으로 기록되었다.

## 참고그림

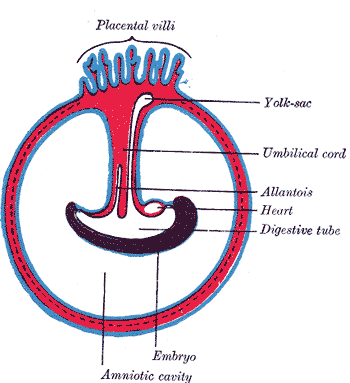
다이어그램은 탯줄의 형성 이후 단계를 묘사한다.
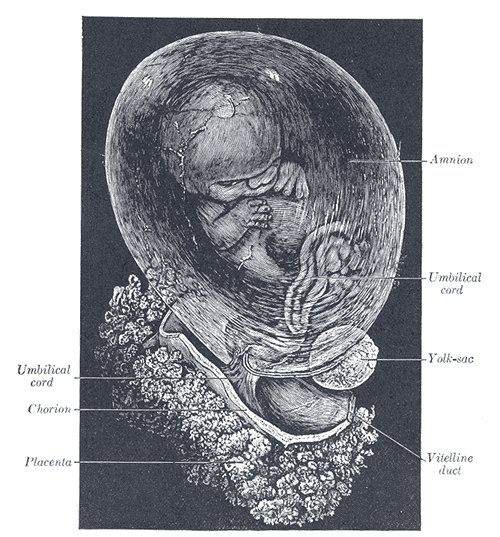
약 8주의 태아는 양막에 둘러싸인다. 2배 정도 확대된 모습이다.
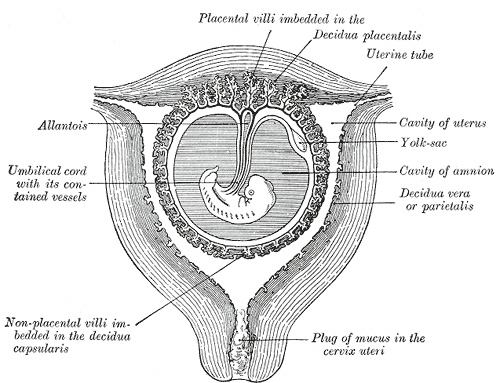
3~4개월 정도 임신한 자궁의 예상 단면도이다.
자궁에 있는 5~6개월 된 태아이다.
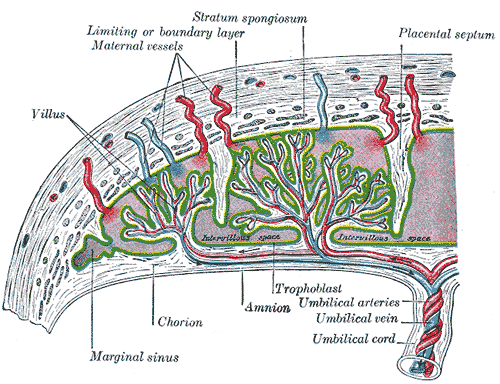
태반 순환의 도면이다.
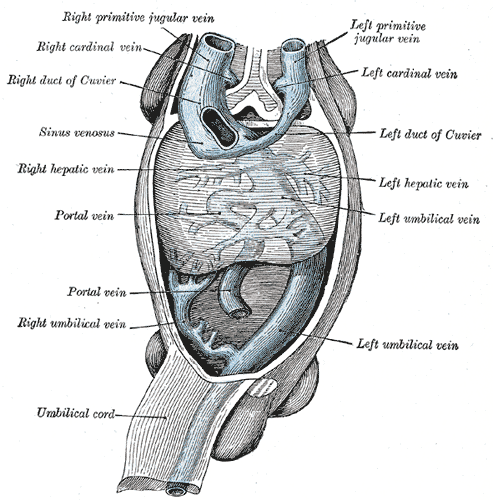
심장이 형성된 사람의 배(胚)이며 이전의 체벽은 정동맥이 나타나고 지맥하면서 사라진다.

## 같이 보기
- 배꼽

## 참조
1. ↑  Harvey J. Kliman, M.D., Ph.D. The Umbilical Cord, 《Encyclopedia of Reproduction》
2. ↑  Hohmann M. (1985). "Early or late cord clamping? A question of optimal time" (독일어 기사). Wiener Klinische Wochenschrift, 97(11):497-500. PMID 4013344.
3. ↑  Mercer J.S., B.R. Vohr, M.M. McGrath, J.F. Padbury, M. Wallach, W. Oh (2006). "Delayed cord clamping in very preterm infants reduces the incidence of intraventricular hemorrhage and late-onset sepsis: a randomized, controlled trial." Pediatrics, 117(4):1235-42. PMID 16585320.
4. ↑  Hutton E.K., E.S. Hassan (2007). "Late vs early clamping of the umbilical cord in full-term neonates: systematic review and meta-analysis of controlled trials." 《미국 의학협회지》, 297(11):1257-58. PMID 17374818.
5. ↑  Crowther S (2006). "Lotus birth: leaving the cord alone." The Practising Midwife, 9(6):12-14. PMID 16830839.
6. ↑  "제대혈은 '도덕적인' 배아줄기세포 문제를 발생시켰다.", Coghlin A. 뉴사이언티스트, 출판날짜: 2005년 8월 18일, 읽은날짜: 2007년 7월 25일